# Подоляни (Велицький повіт)
Подоляни (пол. Podolany) — село в Польщі, у гміні Ґдув Велицького повіту Малопольського воєводства.
Населення — 212 осіб (2011).

## Демографія
Демографічна структура станом на 31 березня 2011 року:
|          | Загалом | Допрацездатний вік | Працездатний вік | Постпрацездатний вік |
| -------- | ------- | ------------------ | ---------------- | -------------------- |
| Чоловіки | 100     | 22                 | 66               | 12                   |
| Жінки    | 112     | 27                 | 66               | 19                   |
| Разом    | 212     | 49                 | 132              | 31                   |